# Saint-Loup-Hors
Saint-Loup-Hors è un comune francese di 299 abitanti situato nel dipartimento del Calvados nella regione della Normandia.

## Società

### Evoluzione demografica
Abitanti censiti